# Faro meridionale della Meloria
Il faro meridionale della Meloria è un faro marittimo del Mar Ligure che si trova all'estremità meridionale delle secche della Meloria, al largo di Livorno, sullo scoglio affiorante poco a sud di quello su cui si eleva la torre della Meloria. Ad alimentazione fotovoltaica e a luce ritmica, il faro è dotato di una lampada LABI da 100 W che ogni 10 secondi emette sei lampi bianchi veloci ed un lampo bianco lungo della portata di 10 miglia nautiche.

## Storia

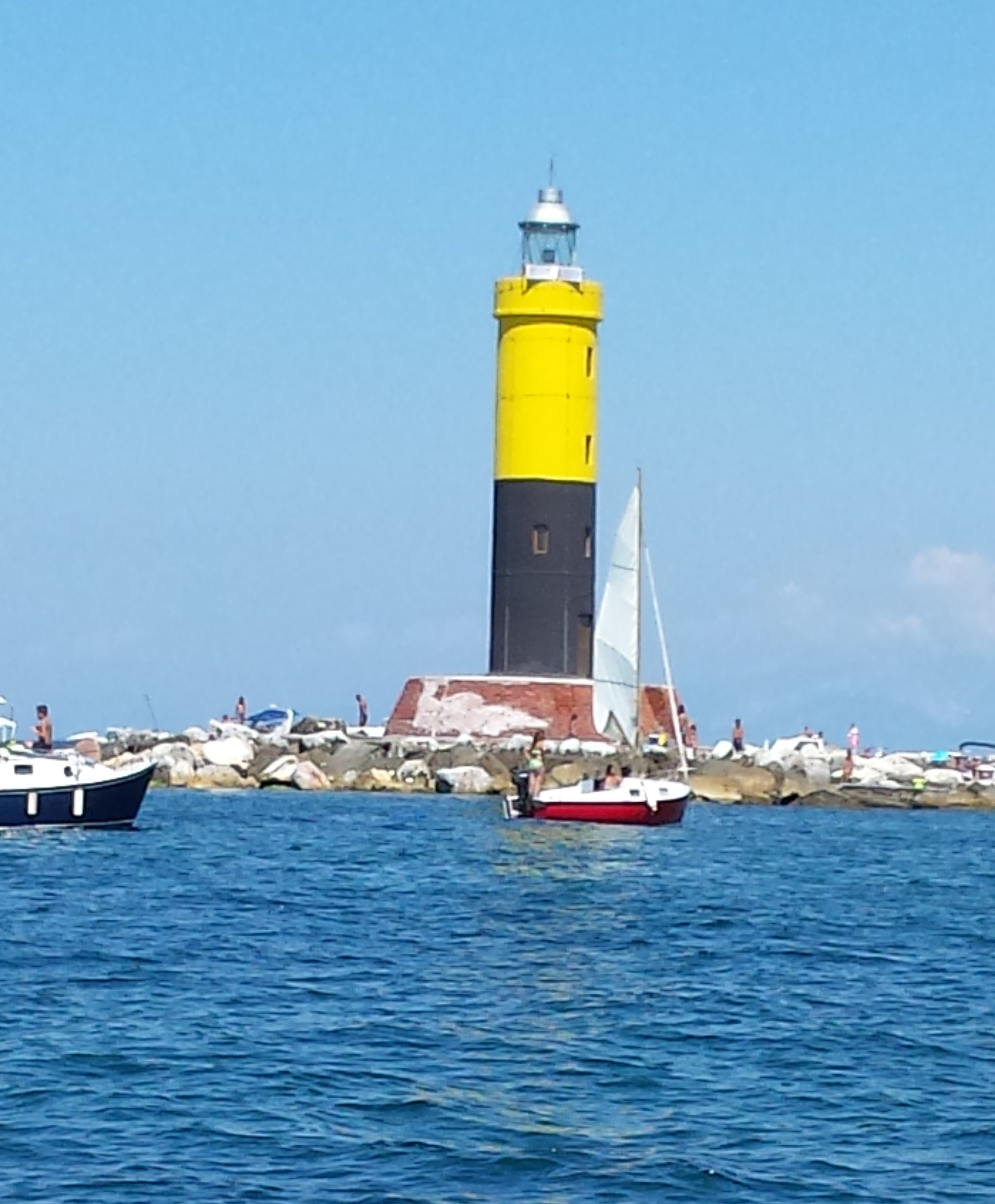
Il faro meridionale

L'infrastruttura venne costruita della Marina Militare nel 1950 per l'illuminazione notturna delle insidiose secche alle unità da diporto e alle navi mercantili in transito nel tratto marino a Sud. Precedentemente era in funzione un faro a traliccio con lanterna esagonale a fianco della storica torre della Meloria, che era stato attivato nel 1867 e che non era più ritenuto idoneo all'illuminazione dell'intera area delle secche, tanto che anche alla più lontana estremità settentrionale venne eretto un altro faro.

## Architettura
L'infrastruttura è costituita da una torre a sezione circolare, dipinta di nero nella parte inferiore e di giallo in quella superiore, dell'altezza di 18 metri, con galleria interna, che culmina con una terrazza sommitale su cui poggia il tiburio della lanterna metallica grigia, anch'essa a sezione circolare, affiancata sul settore meridionale dal pannello solare che ne consente l'alimentazione.